# Даутан
45°50′ пн. ш. 16°55′ сх. д. / 45.83° пн. ш. 16.92° сх. д.
Даутан (хорв. Dautan) — населений пункт у Хорватії, у Б'єловарсько-Білогорській жупанії у складі громади Нова Рача.

## Населення
Населення за даними перепису 2011 року становило 295 осіб.
Динаміка чисельності населення поселення: